# أفضل خان الشيرازي
الملا شكر الله الشيرازي (بالفارسية: ملا شکرالله شیرازی) (978 هـ - 12 رمضان 1048 هـ الموافق فيه 1570م - 17 يناير (كانون الثاني)1639م) الشهير بِلقبه الملكي «أفضل خان» (بالفارسية: افضل خان) كان أحد النبلاء في الهند المغولية وعُضوًا في البلاط، حقق شُهرة كعالم وارتقى إلى منصب الوزير الأعظم في سلطنة مغول الهند.

## النشأة

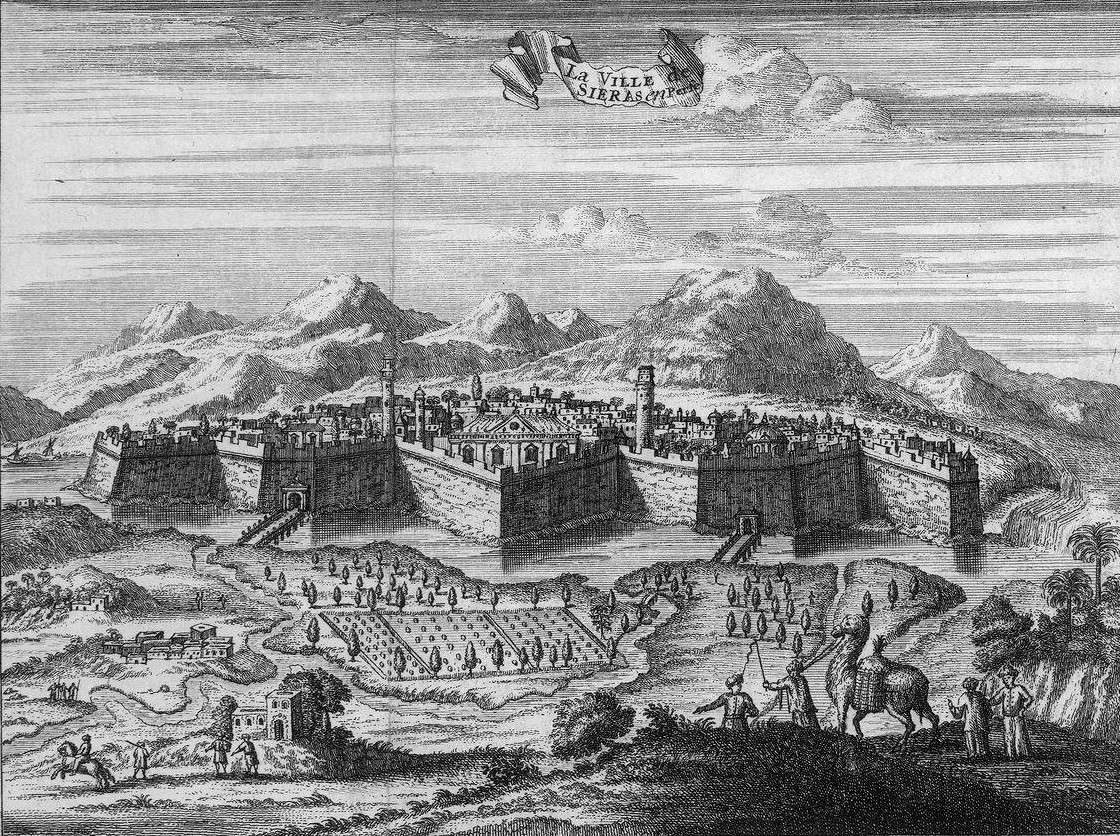
رسمٌ لمدينة شيراز سنة 1681م، كما يظهر في كتاب «أسفار جان سترويس في المسكوب وبلاد التتر وفارس والهند ...» وهي المدينة التي ولد فيها أفضل خان.

ولد أفضل خان في مدينة شيراز الإيرانيَّة في الدولة الصفويَّة وكان والده يعمل في تحصيل الإيرادات في فارس، واثنان من أعمامه يشغلان مناصب ماليَّة في إيران، واثنان آخران يعملان في التِّجارة بين الهند وبلاد فارس. له أخ اسمُه أمانت خان رافقه لاحقًا إلى الهند واشتهر بِتصميم النُقوش الخطيَّة على تاج محل. تلقَّى أفضل خان تعليمه في فنون السكرتاريَّة، مثل الخط والحساب والتأليف النثري. وكان من أوائل أساتذته العلَّامة تقيُّ الدِّين مُحمَّد الشِّيرازي.

## في الدولة الصفوية

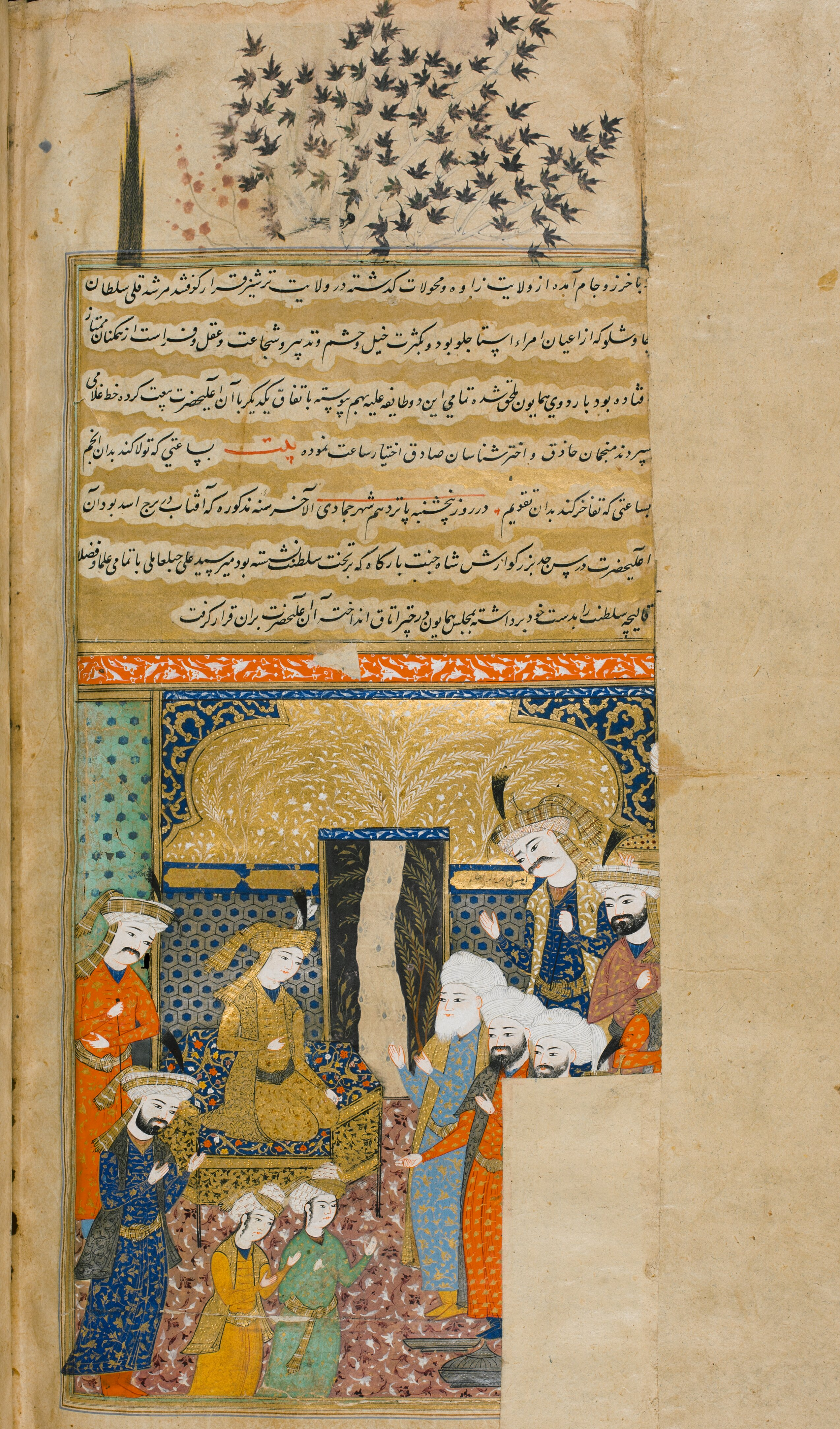
بلاط الشَّاهنشاه عبَّاس الأكبر في الفترة المُبكِّرة من جُلوسه على عرش الدَّولة الصفويَّة.

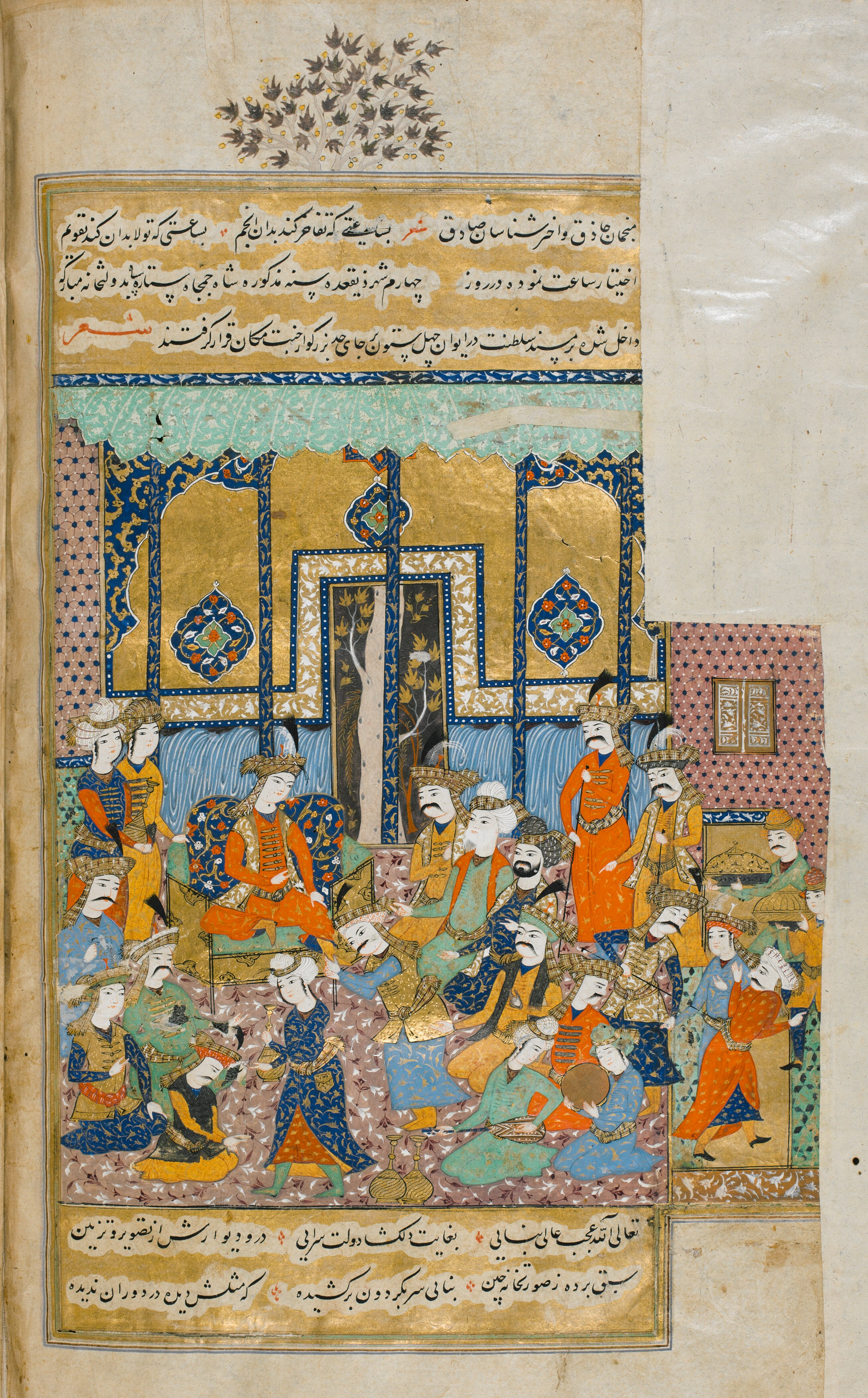
وصول الشَّاه عبَّاس الأوَّل إلى العرش في قزوين، من خُلاصة التَّواريخ لأحمد مُنشي القمي.

دخل أفضل خان عالم السَّياسة للمرَّة الأُولى في أواخر الثمانينيَّات أو أوائل التسعينيَّات من القرن السَّادس عشر، عندما سافر إلى قزوين وباشر العمل تحت قيادة الأخوين فرهاد خان قرمنلو وذو الفقار خان قرمنلو، اللَّذين ينتسبان لأُسرة سياسيَّة بارزة في الفترة الصفويَّة.
تولَّى مسؤوليات إداريَّة ودبلوماسيَّة إلى أن فقد فرهاد خان حظوته في البلاط الصفوي وتم إعدامه سنة 1598م، وعلى إثر ذلك انسحب أفضل خان من الحياة السياسيَّة وانتقل إلى همذان ولازم الميرزا إبراهيم الحُسيني الهمذاني.

## في الهند المغولية
بعد فترة من الدِّراسة والتّجوال في همذان، هاجر أفضل خان إلى الهند قُرابة سنة 1608م. بعد بلوغه ميناء خمبهات سار إلى برهان پور، وهي أحدى مُدُن المغول المُهمَّة في منطقة الدكن. وهنا دخل في خِدمة النبيل المغولي «عبد الرَّحيم خان الخانات» لِمدَّة ثلاث سنوات، وأضحى أحد رفاقه المُفضَّلين. أوصى خان الخانات بِأفضل مرارًا وتكرارًا للسُلطان جهانگير، الذي منح أفضل خان في النهاية منصبًا وأعاد تعيينه كَـ«ديوان» في عهدة الأمير شاهجهان. ومع حُلول سنة 1615م، برز أفضل خان كواحد من الشخصيَّات الدبلوماسيَّة الرئيسيَّة في خدمة الأمير. وفي ديسمبر (كانون الأول) 1616م، عيِّن نائبًا لصوبه دار لاهور.
عندما تمرَّد شهاب الدِّين شاهجهان ضد السُلطان نور الدِّين جهانگير استمرَّ أفضل خان بِعمله، لكن في مُنتصف عام 1624م، بدأ العمل بِشكل مُتزايد لِصالح السُلطان نفسه، وفي سنة 1626 تم تعيينه في منصب مير سامان المرموق من قِبل السُلطان جهانگير.

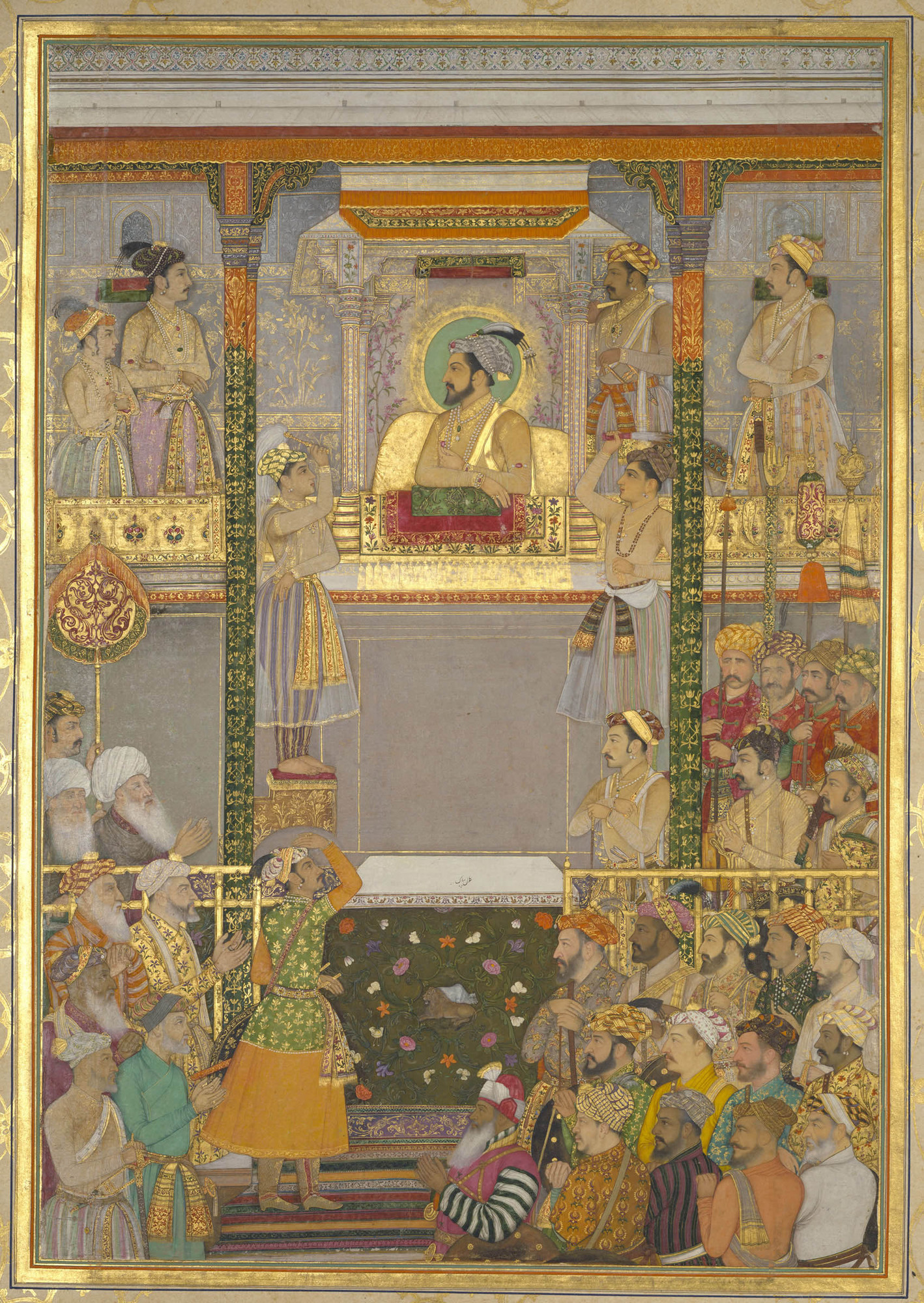
دربار «بلاط» السُّلطان شهاب الدِّين شاهجهان، كما صوَّرته «پادشاهنامه»

بعد وفاة جهانگير سنة 1627م، دعم أفضل خان شهاب الدَّين شاهجهان في صِراع الخِلافة على العرش، وأصبح واحدًا من حُلفائه الرئيسيِّين. وبعد جُلوس شهاب الدِّين شاهجهان على العرش، أسند منصب الوزير الأعظم إلى أفضل خان الشِّيرازي، وهو اللَّقب الذي يُماثل منصب رئيس الوزراء. وقد تمَّت الإشادة به لِذكائه وقُدراته الإداريَّة وتفانيه في «تحقيق أقصى حدِ من الإنتاجيَّة الاقتصاديَّة ورخاء الرعيَّة».

## مكانته
ظفر أفضل خان بِرُتبة «منصب» البالغة سبعة آلاف وهي أعلى رُتبة يمنحها شاهجهان لأيِّ نبيل ما خلا والد زوجته أبا الحسن آصف خان. اشتهر بِسعة اطِّلاعه وذكاءه، وكثيرًا ما يُشار إليه في سجلَّات البلاط بِلقبه الشرفي «العلامة» وتعني «الأكثر علمًا».

## وفاته وقبره
توفي في لاهور في 12 رمضان 1048 هـ المُوافق فيه 17 يناير (كانون الثاني) 1639م عن عُمْر ناهز السَّبعين عامًا، إثر مرض قام خلاله السُلطان بِتكريمه بِزيارة شخصيَّة. دُفن في أغرة، في القبر المعروف بِـ«چيني كا روضة».

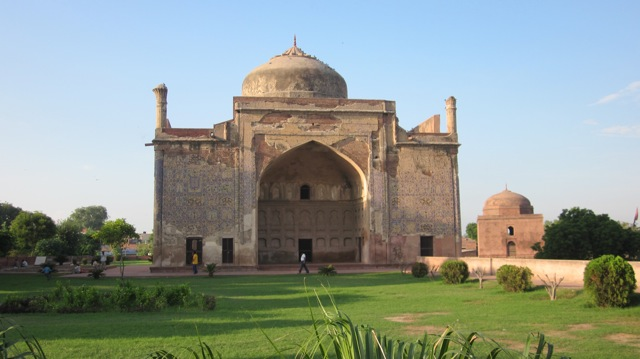
چيني كا روضة، أغرة.

## إرثه
كان أفضل خان الشيرازي راعيًا للشُعراء والمُؤلفين، مثل چندار بهان براهمان، وجلال الدِّين الطباطبائي، ومُحمَّد أمين القزويني، وكان الأخيران من دُعاة ما يُسمَّى بِالأسلوب الأدبي «النقي» لإيران، وقابله الأسلوب «المُزخرف» الذي فضَّله أتباع أبي الفضل الهُنود.
لم ينجُ أي من الأعمال الأدبيَّة الخاصَّة بأفضل خان الشيرازي، ولكن تم الاستشهاد بِرسالة دبلوماسيَّة كتبها حرفيًا في «پادشاهنامه».